# Новоаллабердіно
Новоаллабе́рдіно (рос. Новоаллабердино, башк. Яңы Аллабирҙе) — присілок у складі Куюргазинського району Башкортостану, Росія. Входить до складу Мурапталовської сільської ради.
Населення — 19 осіб (2010; 35 в 2002).
Національний склад:
- татари — 46%
- башкири — 48%